# Rudolf Blohm
Rudolf Blohm (* 2. September 1885 in Hamburg; † 7. Oktober 1979 ebenda) war ein Hamburger Unternehmer und Leiter der Schiffswerft Blohm & Voss sowie Staatsrat-Mitglied.

## Leben
1917 gehörte er zusammen mit seinem Vater Hermann Blohm zu den Hamburger Mitgründern der Deutschen Vaterlandspartei, die die Friedensbestrebungen im Reichstag bekämpfte und versuchte, die Kriegsbegeisterung des Jahres 1914 neu zu entfachen.
Ende 1918 übernahm er gemeinsam mit seinem Bruder Walther Blohm die Leitung der Werft.
Am 11. Oktober 1931 nahm er an der Harzburger Tagung der „nationalen Opposition“ gegen die Weimarer Republik teil.
1933 wurde er Präsident des Arbeitgeberverbandes Gesamtmetall, der sich aber noch im gleichen Jahr selbst auflöste und in die Deutsche Arbeitsfront (DAF) überging. Rudolf Blohm übernahm die Führung des Fachamtes Eisen und Metall in der DAF.
Die Brüder Blohm begrüßten das neue Regime, das ihrem Unternehmen zahlreiche Aufträge einbrachte, u. a. den Bau des Segelschulschiffes Gorch Fock (1933), des KdF-Fahrgastschiffes Wilhelm Gustloff (1937) und des Schlachtschiffes Bismarck (1939). 
Am 28. Juli 1933 forderte Rudolf Blohm in einem Schreiben an Erich Raeder Militäraufträge „damit wir wieder etwas Arbeit in die leeren Werkstätten bekommen“. Im Juli und September 1941 bedankte sich Raeder für die prompte und termingemäße Lieferung von U-Booten. Blohm genoss ein außergewöhnlich hohes Prestige, so dass er durch informelle Absprachen mit NS-Größen ganze Instanzen überspringen und Sonderwünsche verwirklichen konnte. Er traf sich häufig mit Hitler, mit dem u. a. über Schiffstechnik redete.
Im August 1933 wurde er zum Mitglied des neugebildeten Hamburger Staatsrates ernannt. Er war Förderndes Mitglied der SS.
Im Frühjahr 1942 wurde Blohm als Staatsrat Vorsitzender des Hauptausschuß Schiffbau, einer zivilen Einrichtung der deutschen Industrie, die im Auftrag des Reichsministeriums für Bewaffnung und Munition die Arbeit der Werften an Aufträgen der Kriegsmarine plante und koordinierte. Staatsrat Blohm hatte diese Position bis Sommer 1943 inne und wurde dann – bei gleichzeitiger Neudefinition der Kompetenzen und Aufgaben des Hauptausschuß Schiffbau – durch Otto Merker abgelöst.
1945–54 wehrte sich Blohm mit allen Mitteln gegen die von der britischen Besatzungsmacht angeordnete Demontage der Werft. Er versteckte mehrere Maschinen in Hamburg und unterschlug zahlreiche in den Demontagelisten, weswegen er – und fünf weitere Personen – von den Briten zu einer Haftstrafe verurteilt wurde.
1954 begann er gemeinsam mit dem Partner Phoenix Rheinrohr AG wieder mit dem Ausbau seiner Werft und zog sich 1966 aus dem aktiven Geschäftsleben zurück.